# Марта Маркоска
Марта Маркоска (на македонска литературна норма: Марта Маркоска) е северномакедонска поетеса.

## Биография
Родена е на 29 юни 1981 година в Скопие, тогава в Социалистическа федеративна република Югославия. Завършва обща и сравнителна литература във Филологическия факултет на Скопския университет, а след това завършва магистратура към Института за македонска литература в Скопие.
Творчеството ѝ е преведено на няколко чужди езика и е застъпено в няколко антологии на съвременна северномакедонска и чуждестранна поезия и проза. Маркоска е авторка на антологията на любовно-еротичната лирика, озаглавена „Гребени на љубовните пловидби“ (Рифове на любовните пътешествия) и издадена в 2014 година. Стихосбирката ѝ „Црни дупки во нас“ е издадена на турски език в Истанбул в 2016 година, както и на сръбски език в Белград в 2017 година.
Маркоска е пионерка в стартирането на първото токшоу в Скопие, посветено на известните северномакедонски поети, наречено „Книжевни магнитуди“. Членка е на Дружеството на писателите на Македония.

## Творчество
- „Сите притоки се слеваат во моето корито“ – книга с песни, (Темплум, Скопие, 2009)
- „Вител во Витлеем“ – сбирка с разкази, (Темплум, Скопие, 2010)
- „Хипер Хипотези“ – сбирка с есета (Институт за македонска книжевност, Скопие, 2011)
- „Стрмоглаво кон височините“ – книга с песни (Щип, 2012)
- „Расправа за Зен будизмот (религиско-филозофски трансценденции помеѓу источната и западната мисла)“ – научна студия, Матица, Скопие, 2013
- „Култура и меморија (културоложки студии)“, Матица, Скопие, 2014
- „Црни дупки во нас“ – книга песни, Скопие, 2014[3]
- „Фил(м)увани приказ(н)и“ – научни студии за филм и кинематография, Евро-Балкан, Скопие, 2017
- H/ERO/T/IC BOOK или „Херојска еротска книга“, еротична поезия, Матица, 2019 година[1]

## Награди
- Първа награда за най-добър разказ на конкурса „Електролит“ (Темплум/Маргина) за разказа „Што се случува кога го читате Фрејзер“ (2007);[1][2]
- Награда „Ацо Караманов“ (2012) за поетичния ръкопис „Стрмоглаво кон височините“;[1][2]
- Награда „Бели мугри“ (2014), за „Црни дупки во нас“;[1][2][5]
- Награда „Тодор Чаловски“ за поезия, есеистика, критика и креативна проза, (2015);[1][2]
- Награда за кратък разказ на „Нова Македония“, за разказа „Височините на Феликс“ (2015).[1][2]